# 亜希
亜希（あき、1969年4月14日 - ）は、日本のモデル、元アイドル。NLINE所属。本名の名字は非公表、結婚前は旧姓の木村 亜希（きむら あき）の名前で活動していた。清原和博と結婚後は清原 亜希（きよはら あき）として活動。離婚後も清原亜希を名乗っていたが、2016年3月7日より亜希に改名した。

## 来歴
福井県福井市出身。堀越高等学校卒業。卒業後は芸能活動の一方で、蕎麦屋、焼鳥屋、喫茶店などでアルバイトをし、その時の料理経験が後に役立った。
1984年ミス・セブンティーンコンテスト応募総数史上最高18万325人の中から全国大会でスカウトされ芸能界入り。16歳のときに工藤静香・柴田くに子とともにセブンティーンクラブのメンバーで、レコードを2枚リリースしたが、1985年に解散した。1986年にはB・C・Gのメンバーとなったが、短期間で解散。その後はモデルとして活躍していた。
2000年にプロ野球選手の清原和博と結婚。同年12月8日奈良県の大神神社にて挙式。新婦側の列席者には同級生の山瀬まみ夫妻がいた。間もなくして、実母が腎臓癌である事が判明。早速、和博は自宅近くにマンションを購入。亜希の母親を福井から東京へ迎えた。
2014年に離婚。2児の男児の親権を持つ。ちなみに2022年時点では長男も次男も元夫同様に野球に関連した学生生活を送っている。清原とは離婚後も親交があることが後にYOUTUBEで清原の口から語られており、清原の父の晩年には二人で見舞いに行ったことが明かされた。2024年にはテレビ朝日『徹子の部屋』に出演。亜希の口から一時拒絶していた過去も含め、元夫との関係性について触れた。
高嶋ちさ子と仲がよい。

### モデル業
2015年現在は雑誌やCMなどで活動中である。『STORY』の表紙モデルのことを和博に相談すると、「息子のためにやってくれ、男の子にとって母親がきれいなのは最大の武器だ、自分も励みになる」と言われた。
2010年3月末で、STORY表紙モデルを降板。一因は和博との夫婦間トラブルによるイメージダウンにあり、などと報じられている。同誌の表紙モデルの役は富岡佳子に引き継がれた。2011年5月、第4回ベストマザー賞文化部門を受賞。
2012年以降は集英社刊『Marisol』が主な活躍の場で、同社からファッションブックを発売した2013年夏以降、不定期に表紙を飾っている。
2016年、モデル名を「亜希」に改名し、雑誌「Marisol」とビームスとのコラボレーションから実現したブランド「〈AK＋1〉」を立ち上げる。

## 出演

### CM
- 花王「エコナクッキングオイル」
- 西川産業「ドクターセラ」
- マツダ「MPV」
- AGF「マキシム　ユーロパック」
- ソニー「ダブルビデオ」
- マスターフーズ「シーバDUO」
- ロッテ「レディーボーデン」
- BUYMA「世界を買える」扉篇、「清原亜季×子ども服」篇（2015年6月 - 、enigmo）
- ネイチャーラボ「LITS」（2016年） [10]

### テレビ番組
- サキどり↑「旅するケーザイin京都」（2015年9月20日、NHK総合）ゲスト出演
- ボクらの時代（フジテレビ）
  - 2013年4月7日、清原亜希×高嶋ちさ子×白城あやか
  - 2015年10月11日、清原亜希×佐田真由美×滝沢眞規子
- ソロモン流（テレビ東京）
- グータンヌーボ（フジテレビ）
- 徹子の部屋（テレビ朝日）
- ゴロウ・デラックス（TBS）
- DayDay.（2023年4月6日 - 、日本テレビ）隔週木曜レギュラー

### 雑誌
- 婦人画報（アシェット婦人画報社：当時）
- Grazia（講談社）
- STORY（光文社） - 2008年4月 - 2010年4月号の表紙を飾った。
- VERY（光文社）
- marisol（集英社）

## 著書
- 清原亜希 MY STYLE（2013年4月6日、集英社）
- お弁当が知ってる家族のおはなし（2015年4月24日、集英社）

## コラボブランド
- AK+1 by EFFE BEAMS[11]